# Daux
Daux település Franciaországban, Haute-Garonne megyében. Lakosainak száma 2575 fő (2022. január 1.). Daux Merville, Aussonne, Mondonville, Montaigut-sur-Save, Lévignac és Pibrac községekkel határos.

## Népesség
A település népességének változása:
| Lakosok száma | 577  | 1059 | 1144 | 1655 | 2240 | 2283 | 2361 | 2432 | 2440 | 2575 |
|               | 1968 | 1982 | 1990 | 2006 | 2013 | 2015 | 2017 | 2019 | 2020 | 2022 |